# 1983 Bok
1983 Bok là một tiểu hành tinh vành đai chính được phát hiện ngày 9 tháng 6 năm 1975 bởi Elizabeth Roemer. Nó được đặt theo tên nhà thiên văn học Bart Jan Bok.